# Hudson (Nowy Jork)
Hudson – miasto w Stanach Zjednoczonych, w stanie Nowy Jork, w hrabstwie Columbia.